# アルペンマカロニ

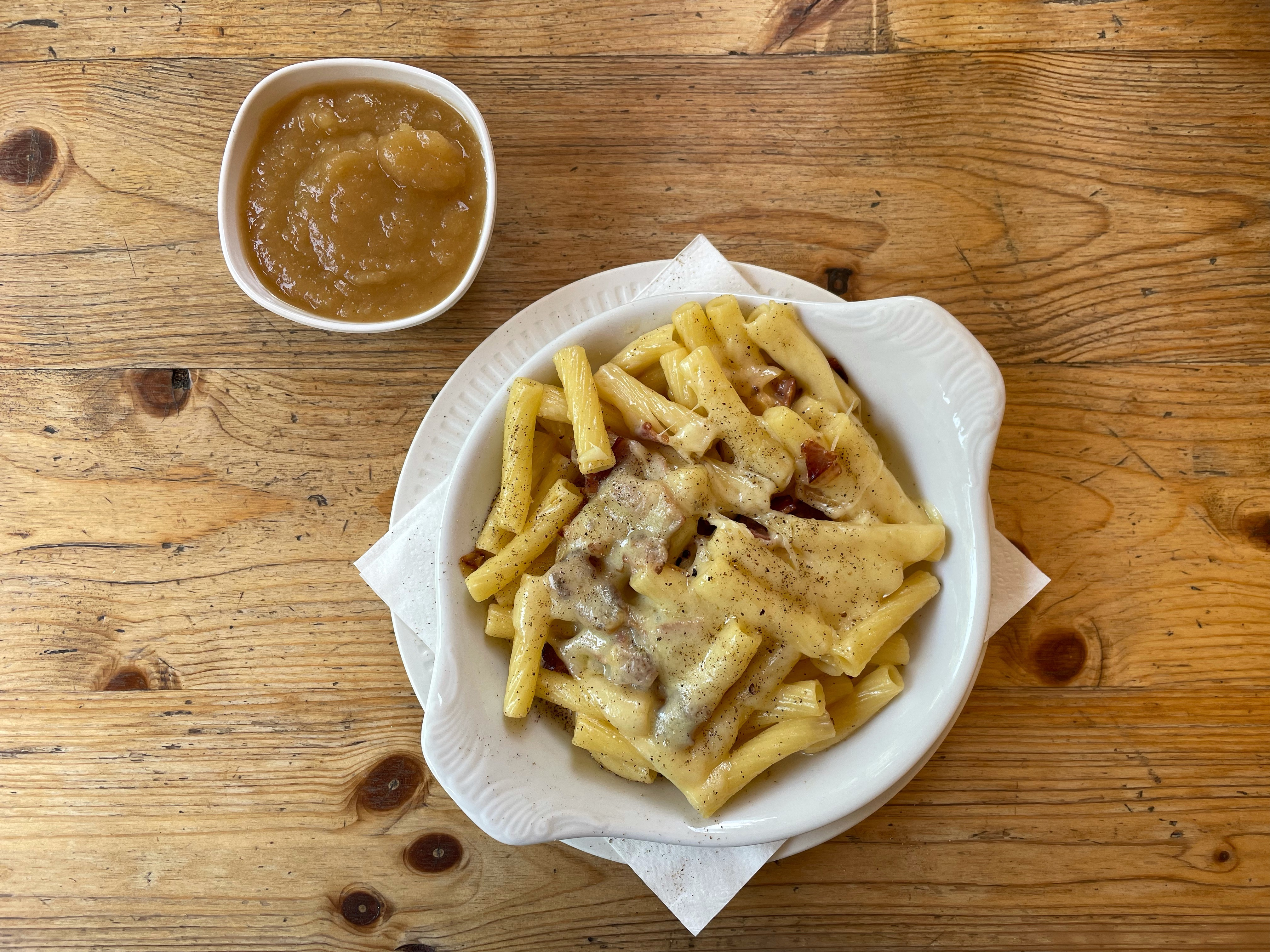
アルペンマカロニと別添えのアップルソース

アルペンマカロニ（ドイツ語: Älplermagronen、Älplermakkaronen）は、スイス料理。主にドイツ語圏の山岳地方で食される名物料理である。レシュティとともに、山小屋レストランの定番メニューとなっている。
茹でたジャガイモとマカロニにチーズを絡め、かりかりに炒めたベーコンやタマネギなどをトッピングした料理である。リンゴをすりおろした甘いソースが付け合わせとしてついており、混ぜて食べる。
ポピュラーな料理であり、それだけにバリエーションも豊富で、細かく切った野菜を入れたり、トマトを入れることもある。